# والتر بويد
والتر بويد (بالإنجليزية: Walter Boyd)‏ (مواليد 1 يناير 1972) هو لاعب كرة قدم. يلعب مع منتخب جامايكا لكرة القدم. سبق له أن لعب في كأس العالم لكرة القدم مع منتخب بلاده.

## روابط خارجية
- والتر بويد على موقع قاعدة بيانات كرة القدم.إي يو (الإنجليزية)
- والتر بويد على موقع ناشيونال فوتبول تيمز (الإنجليزية)
- والتر بويد على موقع Soccerbase.com (لاعب) (الإنجليزية)
- والتر بويد على موقع Soccerway.com (الإنجليزية)